# 納帕蘇打斯普林斯 (加利福尼亞州)
納帕蘇打斯普林斯（英語：Napa Soda Springs）是位於美國加利福尼亞州納帕縣的一個非建制地區。該地的面積和人口皆未知。

## 地理
納帕蘇打斯普林斯的座標為38°23′27″N 122°16′46″W / 38.39083°N 122.27944°W，而該地的平均海拔高度為215米（即705英尺）。